# Großstolpen
Großstolpen ist ein Ortsteil der sächsischen Stadt Groitzsch im Landkreis Leipzig. Am 1. Januar 1994 wurde eine Verwaltungsgemeinschaft aus den vier Gemeinden Auligk, Audigast, Berndorf und Großstolpen gebildet. Am 1. Januar 1996 wurde die Gemeinde Großstolpen mit vier Ortsteilen wie die drei anderen Gemeinden der Verwaltungsgemeinschaft nach Groitzsch eingemeindet.

## Geografie und Verkehrsanbindung

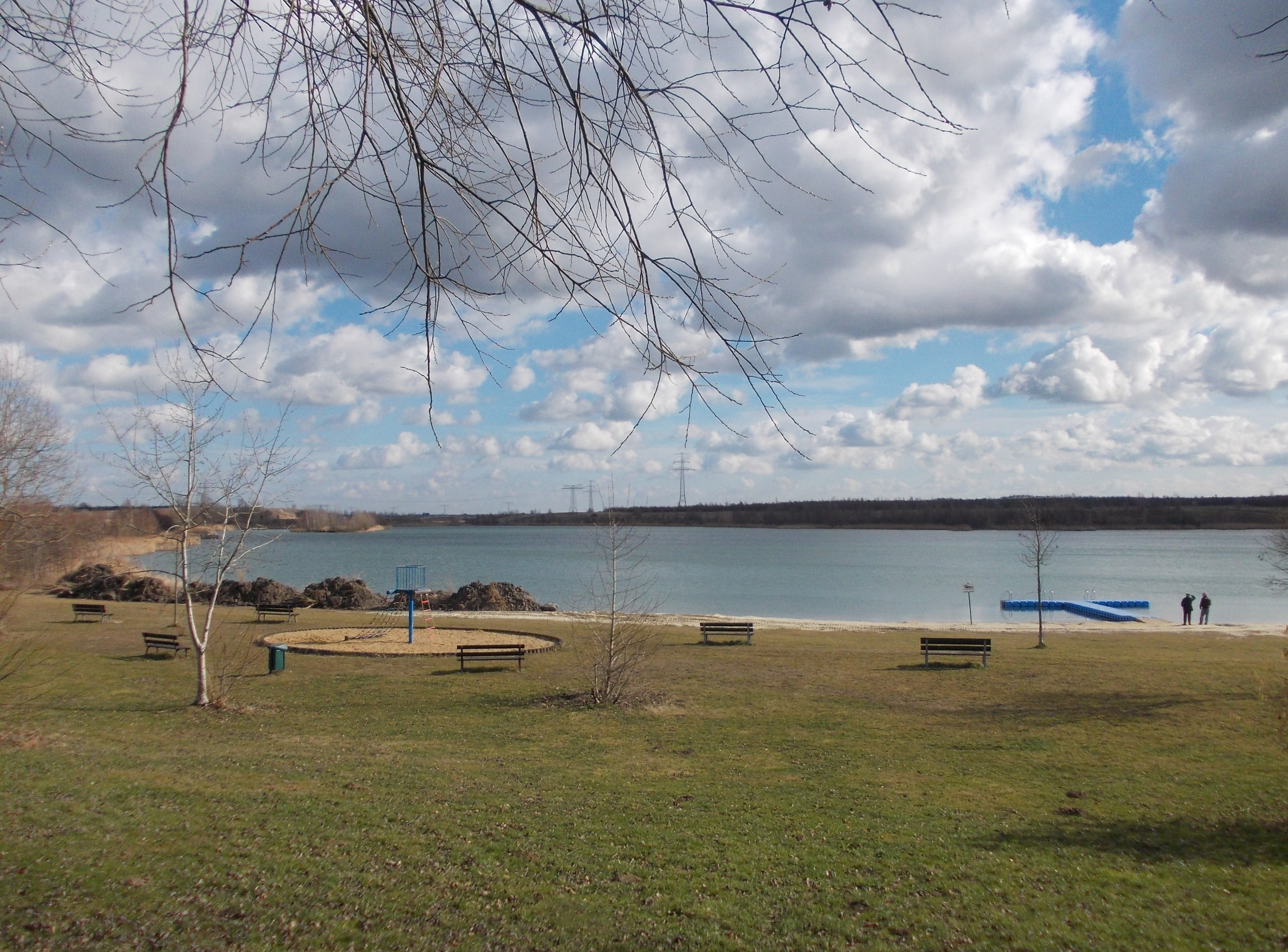
Großstolpener See (2014)

Großstolpen liegt südöstlich des Stadtkerns von Groitzsch an der Schnauder, westlich vom Landschaftsschutzgebiet Schnauderaue. Die B 176 Bad Langensalza–Hartha verläuft am südlichen Ortsrand. Östlich befindet sich der Tagebau Vereinigtes Schleenhain. Südöstlich vom Ort liegt der Großstolpener See, ein geflutetes Tagebaurestloch des Tagebaus Schleenhain. Der Ortsteil Kleinstolpen ist vollständig im Ortsgebiet von Großstolpen aufgegangen.

## Geschichte

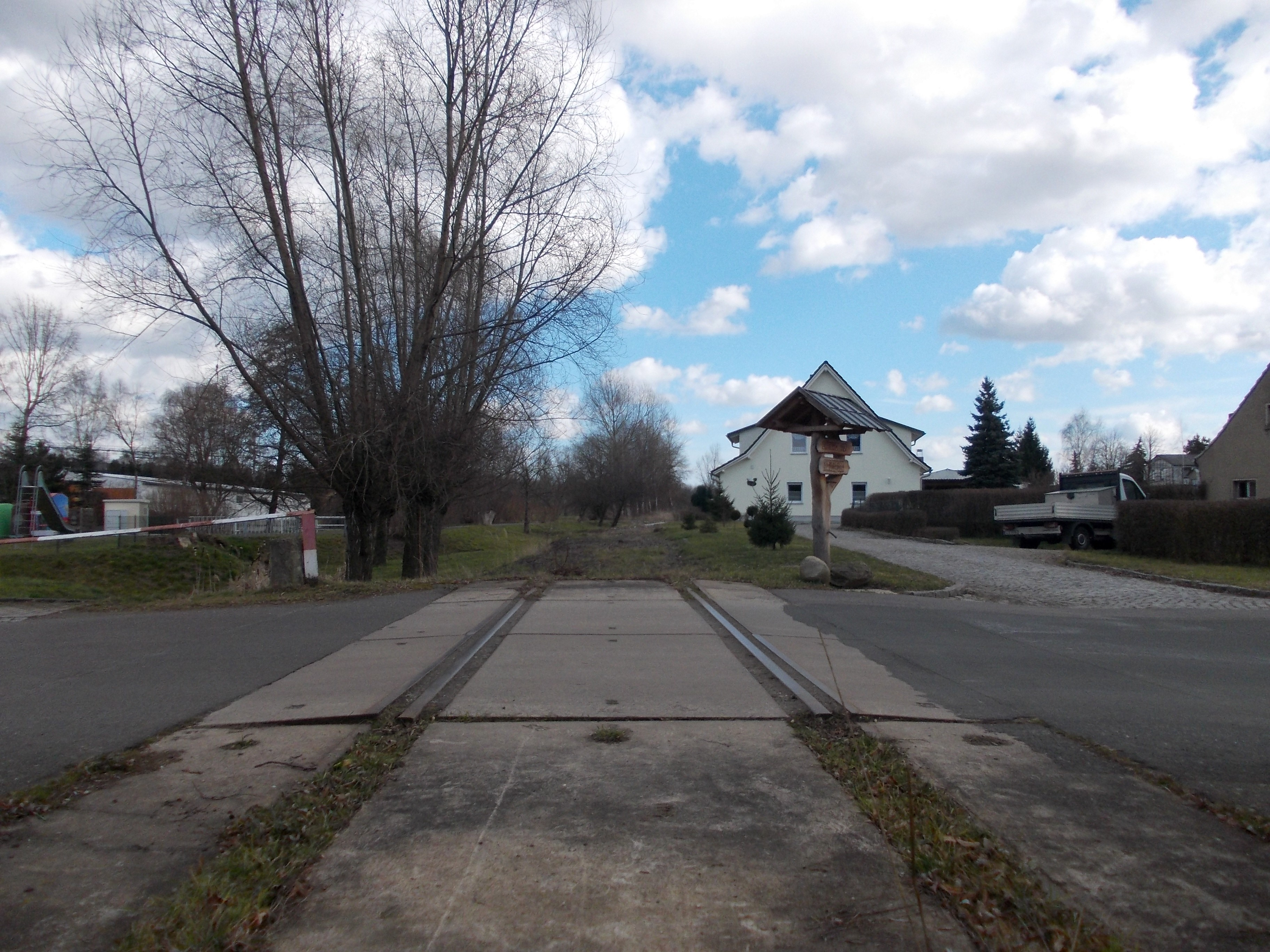
Ehemaliger Bahnhof Großstolpen

Der Ort wurde im Jahr 1166 erstmals als „Stulpen“ erwähnt. Seit dem 15. Jahrhundert unterschied man zwischen Klein- (bzw. Wenigen-) und Großstolpen. Während die Gerichtsbarkeit über das Sackgassendorf Kleinstolpen um 1548 beim Rittergut Groitzsch um 1696 bzw. 1764 beim Rittergut Mausitz lag, war das Haufendorf Großstolpen um 1548 dem Kloster Pegau zinspflichtig und nach dessen Säkularisation ein kursächsisches Amtsdorf. Groß- und Kleinstolpen lagen bis 1856 im kursächsischen bzw. königlich-sächsischen Amt Pegau. Ab 1856 gehörten beide Orte zum Gerichtsamt Pegau und ab 1875 zur Amtshauptmannschaft Borna. Am 1. Oktober 1909 erhielten Groß- und Kleinstolpen mit der gleichnamigen Station einen Eisenbahnanschluss an der Bahnstrecke Neukieritzsch–Pegau. Nach der Eingemeindung von Kleinstolpen am 1. April 1934 wurde die Station in „Großstolpen“ umbenannt. Am 1. Juni 1997 wurde der Reiseverkehr auf der Bahnstrecke endgültig eingestellt. Teile der früheren Strecke wurden inzwischen vom Tagebau Vereinigtes Schleenhain überbaggert.
Am 1. Oktober 1948 erfolgte die Eingemeindung von Cöllnitz. 1952 wurde Großstolpen dem Kreis Borna im Bezirk Leipzig zugeordnet. Zum 1. April 1966 wurden die damals noch selbständigen Gemeinden Droßdorf, Droßkau (mit Obertitz) und Pödelwitz (mit der durch den Tagebau Peres devastierten Flur von Leipen) nach Großstolpen eingemeindet. Allerdings musste Droßdorf 1983 dem Tagebau Schleenhain weichen.
Seit 1990 gehörte Großstolpen zum sächsischen Landkreis Borna, der 1994 im Landkreis Leipziger Land und 2008 im Landkreis Leipzig aufging. Am 1. Januar 1994 wurde eine Verwaltungsgemeinschaft aus den vier Gemeinden Auligk, Audigast, Berndorf und Großstolpen gebildet, welche am 1. Januar 1996 eingemeindet wurde.

### Eingemeindungen
| Ehemalige Gemeinde | Datum           | Anmerkung                                                                                |
| ------------------ | --------------- | ---------------------------------------------------------------------------------------- |
| Cöllnitz           | 1. Oktober 1948 | Eingemeindung nach Großstolpen                                                           |
| Droßkau            | 1. April 1966   | Eingemeindung nach Großstolpen                                                           |
| Droßdorf           | 1. April 1966   | Eingemeindung nach Großstolpen, 1982–1983 durch Braunkohlentagebau Schleenhain beseitigt |
| Großstolpen        | 1. Januar 1996  | Eingemeindung nach Groitzsch                                                             |
| Kleinstolpen       | 1. April 1934   | Eingemeindung nach Großstolpen                                                           |
| Leipen             | 1. Oktober 1948 | Eingemeindung nach Pödelwitz, 1965–1966 durch Braunkohlentagebau Peres beseitigt         |
| Obertitz           | 1. Oktober 1948 | Eingemeindung nach Droßkau                                                               |
| Pödelwitz          | 1. April 1966   | Eingemeindung nach Großstolpen                                                           |